# Amherst (Ohio)
Pour les articles homonymes, voir Amherst.
Amherst est une ville du comté de Lorain, dans l’État de l'Ohio, au nord-est des États-Unis. La commune compte 11 797 habitants en l’an 2000.

## Dans la culture populaire
Le film Cœur de bronze (The Bronze) se déroule en grande partie à Amherst.